# Prognozowanie demograficzne
Prognozowanie demograficzne – przewidywanie kształtowania się w przyszłości zjawisk i procesów demograficznych, ich kierunków oraz tempa rozwoju, jak również przemian strukturalnych. Prognoza zawiera przewidywania dotyczące stanu i struktury ludności według podstawowych cech demograficznych i społeczno-ekonomicznych, przyszłego poziomu płodności i umieralności, rozmiarów przemieszczeń terytorialnych ludności, liczby i struktury gospodarstw domowych i rodzin.

## Przykłady
- Prognoza demograficzna dla województw Polski Wschodniej do 2020 roku: